# شهریار قرمزی
شهریار قرمزی (زادهٔ ۱۳۳۸ در فامور) نمایندهٔ حوزهٔ انتخابیهٔ سمیرم در دورهٔ پنجم مجلس شورای اسلامی بوده‌است.